# Carpophilus lugubris
Espèce
Carpophilus lugubris est une espèce américaine de petits coléoptères de la famille des Nitidulidae. C'est un ravageur du maïs et de la tomate.

## Systématique
L'espèce Carpophilus lugubris a été décrite pour la première fois en 1864 par le naturaliste écossais Andrew Murray (1812-1878).

## Description
Ce coléoptère a une longue durée de vie à l'âge adulte, qui peut atteindre jusqu'à 300 jours. Long de 3,3 à 4,5 mm, il est principalement brun, avec une coloration orange sur ses élytres. Des dépressions  de chaque côté de son pygidium sont une caractéristique des mâles. De plus, la capsule génitale, qui est bien distincte, n'est pas visible depuis le dessus.
Ses œufs sont blanc laiteux et de forme ovale. Les larves peuvent être du même blanc, ou jaunes avec la tête brune.

## Habitat
Comme pour les autres Nitidulidae, les sécrétions des fruits sont la principale source de nourriture de Carpophilus lugubris, mais celui-ci consomme également des champignons, des fruits en décomposition et même du pollen. Il est également capable de se nourrir de fruits intacts, le maïs étant sa principale source de nourriture. L'espèce a une longue durée de vie et s'abrite dans des conditions environnementales défavorables. L'un de ses refuges est le fond des ruches d'abeilles, qui sont souvent situées à proximité des cultures. Ils survivent à l'hiver en s'enfouissant dans le sol, aux nymphal et adulte. Les niches écologiques des larves et ses adultes se chevauchent souvent, les larves se développant sur les épis du maïs et finissant par se nourrir des grains.

## Distribution
Originaire d'Amérique du Nord, Carpophilus lugubris est présent dans tout le sud du Canada, aux États-Unis et jusqu'en Amérique du Sud. Des rapports ont même indiqué sa propagation dans les pays du sud de l'Europe, comme l'Italie. Seules les régions climatiques très froides sont exemptes du genre Carpophilus.

## Cycle biologique
Carpophilus lugubris passe par quatre stades de développement, comme un coléoptère typique : l'œuf, la larve, la nymphe et l'adulte. Les œufs sont souvent pondus sur la soie du maïs et éclosent après 2 à 4 jours. Trois à cinq œufs sont pondus à la fois, à une température optimale de 21 °C. Le stade larvaire commence à se nourrir de grains de maïs et subit trois à quatre stades avant d'atteindre le stade de nymphe. Cette étape dure souvent environ trois semaines. Lorsqu'elles sont prêtes à se nymphoser, les larves tombent au sol et s'enterrent. Elle réapparaissent au bout de 9 à 10 jours, mais cela peut être plus long si l'hivernage devient nécessaire. Une fois sorti du sol, l'adulte utilise des phéromones pour localiser une nouvelle source de nourriture et un lieu d'accouplement possible.

## Impacts écologiques
Sa capacité à attaquer les fruits et légumes non endommagés fait du genre Carpophilus une grande menace pour les cultures. Carpophilus lugubris est un ravageur commun du maïs en Amérique du Nord, mais il menace aussi les plantations de tomates. Les larves présentes dans les grains de maïs ne sont souvent pas découvertes, ce qui peut entraîner le rejet ultérieur du produit.
Ils peuvent également agir comme vecteurs du transfert de champignons vers les plantes cultivées. Les espèces apparentées agissent comme vecteurs de maladies comme le flétrissement du chêne. La capacité de se disperser en volant donne à ce genre un grand potentiel de transmission de maladies. Une espèce apparentée est connue pour être parasite des ruches d'abeilles mellifères, dans lesquelles elles s'enfouissent pour attaquer les larves. L'utilisation de Carpophilus lugubris pour lutter contre les infections fongiques est également une possibilité.

## Gestion agricole
Les insecticides sont rarement appliqués en réponse directe à Carpophilus lugubris, mais ceux qui ciblent d'autres espèces sont efficaces contre lui. Une approche plus efficace consiste à s'assurer qu'aucune culture n'est laissée sans récolte, car ces plantes fourniraient de la nourriture aux individus hivernants. L'utilisation de phéromones par les espèces de Carpophilus a permis de développer des pièges et les leurres pour protéger les cultures. Chez Carpophilus sayi, les phéromones de 'Carpophilus lugubris sont utilisées pour faire croire à l'espèce qu'une source de nourriture se trouve à proximité. De même, des pièges avec des fruits en cours de fermentation placés dans les lieux de culture donnent des taux de capture assez élevés. Cependant, lorsque les cultures commencent à mûrir, ces pièges deviennent inefficaces. Les méthodes impliquant l'utilisation de radiofréquences sont un moyen possible de tuer les larves cachées dans le fruit. En Caroline du Nord, la plantation précoce du maïs a réduit le nombre de plantes endommagées, par opposition aux cultures plantées plus tard.

## Publication originale
- (en) Andrew Murray, « Monograph of the Family of Nitidulariæ », Transactions of the Linnean Society of London, vol. 24, no 3,‎ 1864, p. 211-414 (ISSN 1945-9432, 1945-9335 et 1945-9432, lire en ligne).